# میروش
میروش (انگلیسی: Mirush) با نامِ اصلیِ رابطه خویشاوندی (نروژی: Blodsbånd) یک فیلم جنایی-درام نروژی به کارگردانی ماریوس هولست است که در سال ۲۰۰۷ منتشر شد. از بازیگران فیلم می‌توان به انریکو لو ورسو اشاره کرد.